# 埃尔武戈
埃尔武戈（西班牙語：Elburgo）是西班牙巴斯克自治区阿拉瓦省的一个市镇。总面积32km²，总人口418人（2001年），人口密度13人/km²。